# Sphenomorphus minutus
Sphenomorphus minutus — вид сцинкоподібних ящірок родини сцинкових (Scincidae). Мешкає в Індонезії і Папуа Новій Гвінеї.

## Поширення і екологія
Sphenomorphus minutus мешкають на північному узбережжі Нової Гвінеї та на сусідніх островах Д'Антркасто і Луїзіада. Вони живуть у вологих тропічних лісах.